# Neobisium nivale
Neobisium nivale är en spindeldjursart som först beskrevs av Beier 1929.  Neobisium nivale ingår i släktet Neobisium och familjen helplåtklokrypare. Inga underarter finns listade i Catalogue of Life.